# Warner Bros. Pictures
Warner Bros. Pictures é um estúdio de cinema americano de produção e distribuição de filmes e faz parte da divisão Warner Bros. Motion Picture Group da Warner Bros. Entertainment (ambas de propriedade da Warner Bros. Discovery). O estúdio é o principal produtor de filmes de ação ao vivo da unidade Warner Bros. Motion Picture Group e está sediado no complexo Warner Bros. Studios em Burbank. Filmes de animação produzidos pela Warner Bros. Pictures Animation também são lançados sob a bandeira do estúdio.
Fundada em 1923 pelos irmãos Harry Warner, Albert Warner, Sam Warner e Jack L. Warner, além de produzir seus próprios filmes, cuida de operações cinematográficas, distribuição teatral, marketing e promoção de filmes produzidos e lançados por outras gravadoras da Warner Bros., incluindo Warner Bros. Pictures Animation, New Line Cinema, DC Studios e Castle Rock Entertainment, bem como vários produtores terceirizados.
Pictures é atualmente um dos cinco estúdios de cinema live-action dentro do Warner Bros. Motion Picture Group, sendo os outros New Line Cinema, DC Studios, Castle Rock Entertainment, e uma participação minoritária no Spyglass Media Group. As séries de filmes de maior sucesso comercial da Warner incluem Harry Potter, DC Universe (anteriormente DC Extended Universe), Batman, O Senhor dos Anéis e MonsterVerse.

## História
O antecessor do estúdio (e a moderna Warner Bros Entertainment como um todo) foi fundado como Warner Features Company em New Castle, Pensilvânia, pelo cineasta Sam Warner e seus parceiros de negócios e irmãos, Harry, Albert e Jack, em 1911. Eles produziram seu primeiro filme, Peril of the Plains em 1912, que Sam dirigiu para a St. Em 1915, Sam e Jack se mudaram para a Califórnia para estabelecer seu estúdio de produção, enquanto Albert e Harry, em 8 de julho de 1915, fundaram a Warner Brothers Distributing Corporation, com sede em Nova York, para lançar os filmes. Em 1918, durante a Primeira Guerra Mundial, para alavancar seus negócios, os quatro Warner Brothers escolheram produzir conteúdo sobre a guerra para sua primeira produção na época. O filme de guerra foi um sucesso de bilheteria e ajudou os irmãos a se estabelecerem como um estúdio de prestígio.
Em 4 de abril de 1923, a Warner Bros. Pictures, Inc. foi oficialmente estabelecida, pois seu foco principal era inteiramente a indústria cinematográfica. Em 1927, a Warner Bros. Pictures revolucionou a indústria cinematográfica quando os irmãos judeus-americanos Warner lançaram seus primeiros filmes "talkie" The Jazz Singer, estrelado por Al Jolson. No entanto, o membro fundador Sam Warner morreu antes da estreia do filme.
O estúdio lançou vinte e cinco filmes que receberam uma indicação ao Oscar de Melhor Filme: Disraeli (1929), I Am a Fugitive from a Chain Gang (1932), 42nd Street (1933), Here Comes the Navy (1934), Sonho de uma noite de verão (1935), Anthony Adverse (1936), A vida de Emile Zola (1937), As aventuras de Robin Hood (1938), Quatro filhas (1938), Jezebel (1938), Dark Victory (1939), para cite alguns.
Após o processo antitruste de 1948, tempos incertos levaram a Warner Bros. em 1956 a vender a maioria de seus filmes e desenhos animados anteriores a 1950 para a Associated Artists Productions (aap). Além disso, a aap também obteve os desenhos Fleischer Studios e Famous Studios Popeye, originalmente da Paramount Pictures. Dois anos depois, a aap foi vendida para a United Artists, que foi dona da empresa até 1981, quando a Metro-Goldwyn-Mayer adquiriu a United Artists.
Em novembro de 1966, Jack cedeu ao avanço da idade e à mudança dos tempos, vendendo 32% do controle do estúdio e do negócio musical para a Seven Arts Productions, dirigida pelos investidores canadenses Elliot e Kenneth Hyman, por US$ 32 milhões. Eventualmente, a empresa, incluindo o estúdio, foi renomeada para Warner Bros.-Seven Arts em 14 de julho de 1967.
Em 1986, a Turner Broadcasting System adquiriu a Metro-Goldwyn-Mayer. Encontrando-se endividado, Turner manteve as bibliotecas de filmes e televisão da MGM anteriores a maio de 1986 e uma pequena parte da biblioteca da United Artists (incluindo a biblioteca aap e os direitos norte-americanos da biblioteca RKO Radio Pictures) enquanto desmembrava o resto da MGM.
Em 1989, a Warner Communications adquiriu a Lorimar-Telepictures Corporation e se fundiu com a Time Inc. para formar a Time Warner (agora Warner Bros. Discovery. O catálogo de Lorimar incluía a biblioteca pós-1974 da Rankin/Bass Productions e a biblioteca pós-1947 da Monogram Pictures/Allied Artists Pictures Corporation.
Em 1991, a Turner Broadcasting System adquiriu o estúdio de animação Hanna-Barbera e a biblioteca Ruby-Spears da Great American Broadcasting, e anos depois, a Turner Broadcasting System adquiriu a Castle Rock Entertainment em 22 de dezembro de 1993 e a New Line Cinema em 28 de janeiro de 1994. Em 10 de outubro de 1996, a Time Warner adquiriu a Turner Broadcasting System, trazendo assim a biblioteca pré-1950 da Warner Bros. Além disso, a Warner Bros. possui apenas a biblioteca pós-1994 da Castle Rock Entertainment.

### Warner Bros. Pictures

Logotipo e marca nominativa da Warner Bros. Pictures usados de 1993 a 2019; logotipo na tela usado de janeiro de 1998 com o lançamento de Fallen até maio de 2020 com o lançamento de Scoob!.

A divisão foi incorporada como Warner Bros. Pictures em 3 de março de 2003, para diversificar os assuntos cinematográficos e expandir o público para seus lançamentos. A empresa passou a fazer parte do Warner Bros. Pictures Group, fundado em 2008, e Jeff Robinov foi nomeado o primeiro presidente da empresa. Em junho de 2019, a Warner Bros. Pictures assinou um acordo com a SF Studios para distribuir seus filmes na Suécia, Dinamarca, Noruega e Finlândia.
Tal como acontece com a maioria dos outros distribuidores de filmes, a Warner Bros. Pictures teve dificuldades para lançar filmes durante a pandemia de COVID-19 de 2020 devido a restrições nas aberturas de cinemas. Depois de empurrar vários filmes planejados para 2020 para 2021, o WB anunciou em dezembro de 2020 que adotaria a abordagem incomum de ter toda a sua lista de filmes de 2021 planejados para lançamento nos cinemas, bem como ter um período simultâneo de disponibilidade de um mês na HBO. Serviço de streaming Max, de maneira semelhante ao lançamento de Mulher Maravilha 1984 naquele mês. Depois de um mês, esses filmes ainda estariam disponíveis nos cinemas e, mais tarde, na mídia doméstica, de acordo com cronogramas típicos de lançamento.

Versão alternativa do logotipo da Warner Bros. Pictures de 2023 sem o banner, usado como logotipo na tela começando com The Flash. Embora o logotipo na tela do final de 2023 tenha sido usado desde 6 de dezembro de 2023, esse logotipo permanece em uso para fins corporativos e de pequena escala.

Em março de 2021, a Warner Bros. anunciou que para 2022 eles descontinuarão seu HBO Max no mesmo dia e modelo de lançamento nos cinemas em favor de uma janela de exclusividade nos cinemas de 45 dias. Isso faz parte de um acordo que o estúdio fechou com a Cineworld (que opera a Regal Cinemas).
Em 1º de junho de 2022, a Warner Bros. Discovery (WBD), a empresa anteriormente conhecida como Discovery, Inc. antes de adquirir a WarnerMedia dois meses antes, anunciou que Emmerich deixará o cargo de chefe do Warner Bros. período de transição e que seria dividido em três unidades distintas; Pictures/ New Line Cinema, DC Films e Warner Animation Group.
Em agosto de 2022, a Warner Bros. Pictures assinou um acordo plurianual para distribuição de filmes da MGM fora dos Estados Unidos, inclusive para entretenimento doméstico. O contrato incluiu a participação conjunta de ambas as empresas para marketing, publicidade, publicidade, distribuição de filmes e relacionamento com expositores para futuros títulos da MGM.
Walter Hamada, presidente da DC Films, deixou o cargo em 19 de outubro de 2022. O presidente de Produção e Desenvolvimento, Courtenay Valenti, saiu em 28 de outubro e foi substituído por Jesse Ehrman. Em 9 de junho de 2023, o Warner Bros. Pictures Group foi renomeado como Warner Bros.
Fusões e aquisições ajudaram a Warner Bros. a acumular uma coleção diversificada de filmes, desenhos animados e programas de televisão. Em 2022, a Warner Bros. possuía mais de 145.000 horas de programação, incluindo 12.500 longas-metragens e 2.400 programas de televisão compreendendo mais de dezenas de milhares de episódios individuais.

### Universos compartilhados

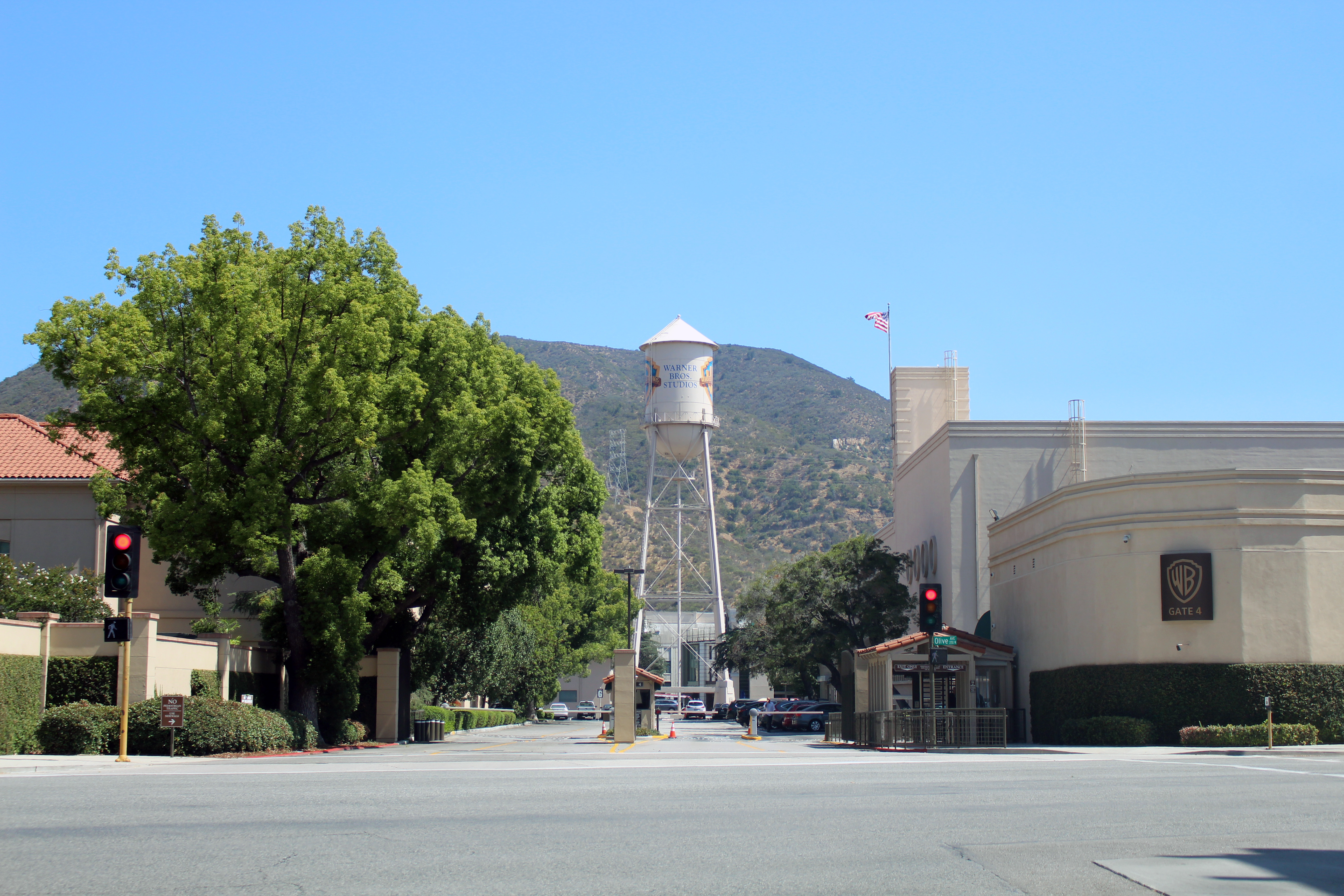
Portão 4, Warner Bros. Studios, voltado para o sul em direção à torre de água

A Warner Bros. possui alguns universos compartilhados.
| PI                    | Não. Filmes | Notas |
| --------------------- | ----------- | --- |
| Universo Estendido DC | 15          | Filmes baseados na DC Comics. DCEU foi a primeira iteração da Warner Bros. de um universo compartilhado. O Universo DC serve como uma próxima reinicialização, liderada por James Gunn. |
| Universo DC           | –           | Próxima reinicialização do DC Extended Universe, liderada por James Gunn. Primeiro filme, previsto para ser lançado em 2025. |
| Mundo Mágico          | 11          | Direitos do filme vendidos por JK Rowling por 2 milhões de dólares e um valor líquido % dos lucros. Este universo compartilhado se tornou o quarto IP de maior bilheteria da história do cinema. Este universo inclui 8 filmes baseados nos livros de Harry Potter e 3 filmes baseados em Animais Fantásticos e Onde Encontrá-los. |
| A Conjuração          | 8           | Filmes de terror dramatizados baseados em casos da vida real dos investigadores paranormais Ed e Lorraine Warren . Esse universo compartilhado inclui filmes como Annabelle, A Freira e A Maldição de La Llorona. |
| MonstroVerso          | 4           | Universo Compartilhado baseado em personagens de filmes de monstros como Godzilla e King Kong, além de outros personagens kaiju criados por Toho, incluindo Mothra, Rodan e King Ghidorah . Feito em coprodução com Legendary Entertainment.                                                                                       |
| Terra-Média           | 6           | Série de filmes baseada nos livros escritos por JRR Tolkien, dirigida por Peter Jackson. |
| Lego                  | 4           | A Warner Bros detinha os direitos dos filmes Lego até o final de 2019. Mais filmes de Lego foram planejados, mas foram cancelados depois que a Universal Pictures comprou os direitos dos filmes de Lego. As sequências canceladas incluem uma sequência de The Lego Batman Movie, chamada Lego Superfriends.                      |

### Série de filmes
| Titulo                                | Lançamento    | No. of films | Notas |
| ------------------------------------- | ------------- | ------------ | --- |
| Gold Diggers                          | 1923–51       | 7            | |
| Looney Tunes                          | 1930–presente | 8            | |
| Penrod and Sam                        | 1931–38       | 2            | |
| Perry Mason                           | 1934–37       | 6            | |
| Philo Vance                           | 1934–40       | 5            | |
| Torchy Blane                          | 1937–39       | 9            | |
| Four Daughters                        | 1938–41       | 4            | |
| Nancy Drew                            | 1938–2019     | 6            | |
| Secret Service                        | 1939–40       | 4            | |
| Ocean's                               | 1960–presente | 5            | co-production with Village Roadshow Pictures (2001–present)                                              |
| Hanna-Barbera                         | 1964–presente | 12           | owned by WB since 1996                                                                                   |
| Dirty Harry                           | 1971–88       | 5            | |
| The Exorcist                          | 1973–2005     | 4            | co-production with Morgan Creek (3–4)                                                                    |
| Oh, God!                              | 1977–84       | 3            | |
| Every Which Way but Loose             | 1978–80       | 2            | |
| Superman                              | 1978–2006     | 6            | co-production with Legendary Pictures (2006)                                                             |
| Mad Max                               | 1979–presente | 4            | co-production with Village Roadshow Pictures                                                             |
| Poseidon                              | 1979–2006     | 2            | |
| Friday the 13th                       | 1980–2009     | 2            | co-production with Paramount Pictures and New Line Cinema                                                |
| The Shining                           | 1980–2019     | 2            | |
| Arthur                                | 1981–2011     | 3            | |
| Blade Runner                          | 1982–2017     | 2            | co-production with Alcon Entertainment and Columbia Pictures (2017)                                      |
| National Lampoon's Vacation           | 1983–2015     | 5            | |
| Police Academy                        | 1984–94       | 7            | |
| Sesame Street                         | 1985–presente | 2            | co-production with Sesame Workshop                                                                       |
| Lethal Weapon                         | 1987–98       | 4            | |
| The Lost Boys                         | 1987–2010     | 3            | |
| Beetlejuice                           | 1988–presente | 1            | |
| Batman                                | 1989–97       | 4            | co-production with Polygram Pictures (1989–95)                                                           |
| Under Siege                           | 1992–95       | 2            | co-production with Regency Enterprises                                                                   |
| Unforgiven                            | 1992–2013     | 2            | |
| Grumpy Old Men                        | 1993–95       | 2            | |
| The Fugitive                          | 1993–98       | 2            | |
| Free Willy                            | 1993–2010     | 4            | co-production with Regency Enterprises                                                                   |
| Major League                          | 1994–98       | 2            | distribution only; co-production with Morgan Creek                                                       |
| Ace Ventura                           | 1994–2009     | 3            | distribution only; co-production with Morgan Creek                                                       |
| Eraser                                | 1996–2022     | 2            | |
| Twister                               | 1996–presente | 1            | co-production with Universal Pictures and Amblin Entertainment                                           |
| The Matrix                            | 1999–presente | 4            | co-production with Village Roadshow Pictures                                                             |
| Pokémon                               | 1999–2019     | 4            | US distribution only; co-production with The Pokémon Company                                             |
| Deep Blue Sea                         | 1999–2020     | 3            | co-production with Village Roadshow Pictures                                                             |
| The Whole Yards                       | 2000–04       | 2            | distribution only; co-production with Morgan Creek (2000) and Franchise Pictures                         |
| Miss Congeniality                     | 2000–05       | 2            | co-production with Castle Rock Entertainment and Village Roadshow Pictures                               |
| Tom and Jerry                         | 2001–presente | 16           | co-production with Turner Entertainment                                                                  |
| Cats &amp; Dogs                       | 2001–20       | 3            | co-production with Village Roadshow Pictures (1–2)                                                       |
| Wizarding World                       | 2001–presente | 11           | |
| Scooby-Doo                            | 2002–presente | 6            | |
| Kangaroo Jack                         | 2003–04       | 2            | co-production with Jerry Bruckheimer Films                                                               |
| Terminator                            | 2003–09       | 2            | co-production with Columbia Pictures                                                                     |
| A Cinderella Story                    | 2004–presente | 6            | |
| Laura's Star                          | 2004–11       | 5            | |
| The Sisterhood of the Traveling Pants | 2005–08       | 2            | co-production with Alloy Entertainment                                                                   |
| The Dark Knight trilogy               | 2005–12       | 3            | co-production with Legendary Pictures                                                                    |
| Willy Wonka                           | 2005–23       | 2            | co-production with Village Roadshow Pictures                                                             |
| Happy Feet                            | 2006–11       | 2            | co-production with Village Roadshow Pictures                                                             |
| 300                                   | 2007–14       | 2            | co-production with Legendary Pictures                                                                    |
| The Hangover                          | 2009–13       | 3            | co-production with Legendary Pictures                                                                    |
| Final Destination                     | 2009–presente | 2            | co-production with New Line Cinema and Practical Pictures                                                |
| Sherlock Holmes                       | 2009–presente | 2            | co-production with Village Roadshow Pictures                                                             |
| Dolphin Tale                          | 2011–14       | 2            | co-production with Alcon Entertainment                                                                   |
| The Hobbit                            | 2012–14       | 3            | co-production with Metro-Goldwyn-Mayer, New Line Cinema and WingNut Films                                |
| Magic Mike                            | 2012–23       | 3            | |
| The Conjuring Universe                | 2013–presente | 7            | co-production with Atomic Monster, The Safran Company and New Line Cinema                                |
| The Lego Movie                        | 2014–19       | 4            | co-production with Warner Bros. Pictures Animation, Village Roadshow Pictures (2014) and Lego System A/S |
| MonsterVerse                          | 2014–presente | 4            | co-production with Legendary Pictures                                                                    |
| Creed                                 | 2015–presente | 3            | co-production with Metro-Goldwyn-Mayer and New Line Cinema (1–2)                                         |
| It                                    | 2017–19       | 2            | co-production with New Line Cinema                                                                       |
| The Meg                               | 2018–presente | 2            | |
| Detective Pikachu                     | 2019–presente | 1            | co-production with Legendary Pictures, The Pokémon Company and Toho                                      |
| Joker                                 | 2019–presente | 1            | co-production with DC Studios and Village Roadshow Pictures                                              |
| Dune                                  | 2021–presente | 2            | co-production with Legendary Pictures                                                                    |
| The Batman                            | 2022–presente | 1            | co-production with DC Studios                                                                            |

### Filmes de maior bilheteria
† Indica filmes atualmente em lançamento nos cinemas na semana que começa em 5 de abril de 2024.